# Cristóbal de Acevedo

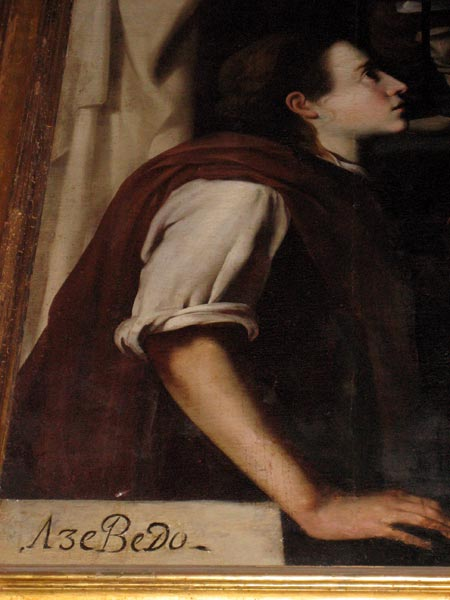
Redención de cautivos por san Pedro Nolasco, detalle con la firma «Azebedo», Murcia, iglesia de la Merced.

Cristóbal de Acevedo (Murcia, fallecido antes de 1648) fue un pintor barroco español seguidor de Vicente Carducho.
Polo de Medina lo menciona en las Academias del jardín (1630), aludiendo con tópico encomio a la semejanza de su pintura con el natural, junto a los también murcianos Pedro de Orrente y Lorenzo Suárez. Lázaro Díaz del Valle es quien informa de su estancia en la Corte siguiendo a Vicente Carducho, aunque por evidente error Ceán Bermúdez lo hizo discípulo de Bartolomé Carducho. 
Retornó a Murcia en fecha ignorada, datando de 1634 la primera referencia documental de su estancia en ella, cuando comenzó a pintar el perdido retablo de Alcantarilla, completado en 1639 con seis historias de la vida de San Pedro. En Murcia instaló su taller y recibió aprendices. Consta además que en 1640 se encontraba preso en la cárcel pública de la ciudad por andar de noche con armas. En 1648 eran ya sus herederos los que cobraban lo que restaba del retablo de Alcantarilla.
Ceán Bermúdez menciona como obras suyas un San Fulgencio ante una aparición de la Virgen, que se hallaba en el Colegio de San Fulgencio, luego Seminario, un San Andrés Corsino a caballo, matando moros, en la escalera del Carmen Calzado, también perdido, y San Pedro Nolasco rescatando cautivos que con La aparición de la Virgen al rey Jaime I de Aragón, procedentes del antiguo retablo mayor de la iglesia del convento de la Merced, en el que colaboró con Lorenzo Suárez, son las únicas obras conservadas. Con ellas, según Ceán, se acredita entre los buenos profesores de su tiempo, por la corrección del dibujo.